# Hamed Noormohammadi
Hamed Noormohammadi (sinh ngày 22 tháng 5 năm 1986) là một cầu thủ bóng đá người Iran hiện tại thi đấu cho Pars Jonoubi ở Persian Gulf Pro League.

## Sự nghiệp câu lạc bộ
Noormohammadi dành toàn bộ sự nghiệp cho Rah Ahan

### Thống kê sự nghiệp câu lạc bộ
Cập nhật gần đây nhất  21 tháng 1 năm 2016 
| Thành tích câu lạc bộ | Thành tích câu lạc bộ | Thành tích câu lạc bộ | Giải vô địch | Giải vô địch | Cúp       | Cúp       | Châu lục | Châu lục  | Tổng cộng | Tổng cộng |
| Mùa giải              | Câu lạc bộ            | Giải vô địch          | Số trận      | Bàn thắng    | Số trận   | Bàn thắng | Số trận  | Bàn thắng | Số trận   | Bàn thắng |
| Iran                  | Iran                  | Iran                  | Giải vô địch | Giải vô địch | Cúp Hazfi | Cúp Hazfi | Châu Á   | Châu Á    | Tổng cộng | Tổng cộng |
| --------------------- | --------------------- | --------------------- | ------------ | ------------ | --------- | --------- | -------- | --------- | --------- | --------- |
| 2005–06               | Rah Ahan              | Pro League            | 1            | 0            |           |           | -        | -         |           |           |
| 2006–07               | Rah Ahan              | Pro League            | 5            | 0            |           |           | -        | -         |           |           |
| 2007–08               | Rah Ahan              | Pro League            | 0            | 0            |           |           | -        | -         |           |           |
| 2008–09               | Rah Ahan              | Pro League            | 12           | 0            |           |           | -        | -         |           |           |
| 2009–10               | Rah Ahan              | Pro League            | 14           | 0            | 0         | 0         | -        | -         | 14        | 0         |
| 2010–11               | Rah Ahan              | Pro League            | 28           | 1            | 1         | 0         | -        | -         | 29        | 0         |
| 2011–12               | Rah Ahan              | Pro League            | 22           | 1            | 1         | 0         | -        | -         | 4         | 0         |
| 2012–13               | Rah Ahan              | Pro League            | 19           | 0            | 1         | 0         | -        | -         | 20        | 0         |
| 2013–14               | Rah Ahan              | Pro League            | 16           | 1            | 3         | 1         | -        | -         | 19        | 2         |
| 2014–15               | Rah Ahan              | Pro League            | 7            | 0            | 1         | 0         | -        | -         | 8         | 0         |
| 2015–16               | Malavan               | Pro League            | 0            | 0            | 0         | 0         | -        | -         | 0         | 0         |
| Tổng cộng sự nghiệp   | Tổng cộng sự nghiệp   | Tổng cộng sự nghiệp   | 124          | 3            |           |           | 0        | 0         |           |           |

- Kiến tạo

| Mùa giải | Đội bóng | Kiến tạo |
| -------- | -------- | -------- |
| 10–11    | Rah Ahan | 0        |